# Бокиловци
Бо̀киловци е село в Северозападна България. То се намира в община Берковица, област Монтана.
Храмът в селото е над 145 години и е посветен на апостол и евангелист Лука. През 2023 черквата е ремонтирана и освещаването на обновления храм е извършено от Видинския митрополит.

## География
Селото се намира североизточно от Берковица.

## Редовни събития
Всички национални празници и събор на 6 май- Гергьовден.